# Upori család
Az Upory család, Upori, az Ákos nemzetségből származó, mára már kihalt család.

## Története
Az Ákos nemzetségből származó család a 15. században élt. Első ismert tagja az 1435-ben élt Upori Imre volt. 
A család nevezetesebb tagjai voltak:
- Upori István - erdélyi püspök (1401. április 16. – 1402. február 10. és 1403. január 19. – 1419. május 23.)

- Upory László - 1461-ben Szapolyai István felső magyarországi főkapitány mellett alkapítány volt. Birtokai Zemplén vármegyében voltak, ahol többek között Gellényes és Abara várkastélya is a birtokában volt. Az ő leánya volt Borbála, Czékei Jánosné, kinek Czékey Zsófia nevű leánya Dobó Domokos neje lett, és így a Dobó család az Uporyak örököse lett.

Abara falu és vára a 15. században az Ákos nemzetségből származó Upori család birtoka volt. A vár ura 1470-ben az Upori család egyik nevezetesebb tagja, Upori László volt, aki 1461-ben Szapolyai István Felső-Magyarországi főkapitány mellett alkapitányként szolgált.
A Kisabarán fekvő várának 1471-ben Mátyás király - ismeretlen okból - elrendelte lerombolását.
1481-ben Abarán már a Czékeyeket találjuk, kikre leányági örökösödés útján jutott. Abarának az Uporiak alatt városi kiváltságai is voltak, melyeket később elveszített. Abara a 16. század elején az egyik Czékey leány révén Dobó Domonkosé lett.